# Cherbezatina rufofulva
Cherbezatina rufofulva är en skalbaggsart som beskrevs av Leon Fairmaire 1880. Cherbezatina rufofulva ingår i släktet Cherbezatina och familjen Melolonthidae. Inga underarter finns listade i Catalogue of Life.